# 아린
아린(본명: 최예원, 崔乂園, 1999년 6월 18일~)은 대한민국의 가수, 배우로 걸 그룹 오마이걸과 오마이걸 반하나의 멤버이다. 본관은 경주이다.

## 학력
- 분포초등학교(졸업)
- 동덕여자중학교(졸업)
- 서울공연예술고등학교 실용무용과(졸업)

## 음반 외 활동

### 예능
- 2019년 KBS2 《뮤직셔플쇼 더 히트》
- 2019년 Mnet 《퀸덤》 - 참가자 출연
- 2019년 XtvN 《최신유행 프로그램 2》
- 2020년 ~ 2021년 KBS2 《뮤직뱅크》 - 고정 MC (2020년 7월 24일 ~ 2021년 10월 1일)
- 2020년 SBS 《맛남의 광장》 - 게스트 (2020년 10월 29일, 11월 5일, 11월 12일 방송분 출연)
- 2023년 KBS2 《배틀트립2》- 게스트 (2023년 4월 15일, 4월 22일 MZ 수학여행특집)
- 2023년 JTBC 《아는 형님》- 게스트 (2023년 7월 29일 방송분 출연)
- 2023년 tvN 《놀라운 토요일》- 게스트 (2023년 8월 5일 방송분 출연)

### 교양
- 2020년 EBS1 《세상에 나쁜 개는 없다》

### 영화
- 2022년 《서울괴담》 - 강지현 역

### 드라마
- 2020년 tvN D 웹드라마 《소녀의 세계》 - 오나리 역
- 2022년 tvN 토일드라마 《환혼》 - 진초연 역
- 2022년 tvN 토일드라마 《환혼 빛과 그림자》 - 진초연 역
- 2023년 tvN 단막극 《O'PENing - 썸머, 러브머신 블루스》 - 여드림 역
- 2025년 Wavve 오리지널 드라마 《S라인》 - 신현흡 역
- 2025년 KBS2 수목드라마 《내 여자친구는 상남자》 - 김지은 역

### 기타
- 배틀그라운드 모바일 성우

## 수상 및 후보
| 연도 | 시상식                      | 부문                     | 작품                  | 결과 | 비고 |
| ---- | --------------------------- | ------------------------ | --------------------- | ---- | ---- |
| 2020 | KBS 연예대상                | 베스트 커플상(with 수빈) | 뮤직뱅크              | 수상 |      |
| 2022 | 제17회 아시아 모델 어워즈   | 연기자 부문 라이징스타상 | 환혼                  | 수상 |      |
| 2023 | 2023 브랜드 고객충성도 대상 | 연기돌(여)               | 환혼 빛과 그림자      | 수상 |      |
| 2024 | 대한민국 퍼스트브랜드 대상  | 연기돌 여자부문          | 썸머, 러브머신 블루스 | 수상 |      |

## 같이 보기
- 뮤직뱅크
- 소녀의 세계
- 오마이걸
- WM엔터테인먼트
- 오마이걸 반하나